# 尤里烏斯·腓特烈 (符騰堡-魏爾廷根)
尤里烏斯·腓特烈（德語：Julius Friedrich，1588年6月3日—1635年4月25日），符騰堡-魏爾廷根公爵，符騰堡公爵腓特烈一世與安哈特的希比拉之子。

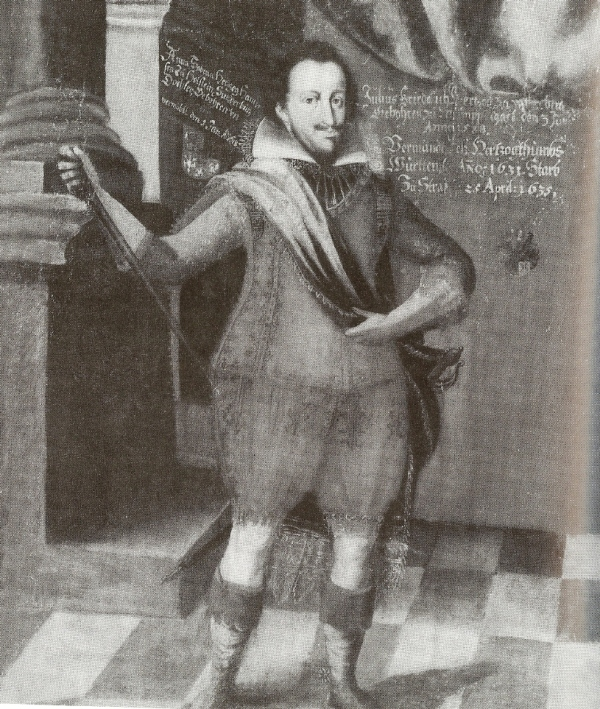

## 家庭
1618年，尤里烏斯·腓特烈與年輕者漢斯的女兒安娜·莎碧娜結婚，兩人共有4子3女：
1. 羅德里希（1618年—1651年）
2. 茱麗亞·費莉齊塔（1619年—1661年）
3. 希爾維烏斯（1622年—1664年）
4. 佛洛麗安娜（1623年—1672年）
5. 福斯蒂娜（1624年—1679年）
6. 曼弗雷德一世（1626年—1662年）
7. 遂諾·馬蒂亞利斯（德语：Sueno Martialis Edenolph (Württemberg-Weiltingen)）（1629年—1656年）